# Toegang Botanische tuin Zuidas
De Toegang Botanische tuin Zuidas is toegepaste kunst in Amsterdam-Zuid.
Bij de omvorming van de Hortus Botanicus Vrije Universiteit Amsterdam tot de Botanische tuin Zuidas was men van mening dat het wat achteraf gelegen park “meer zichtbaar” moest worden. De stichting Vrienden van de VU-Hortus onder injectie van Stadsdeel Zuid verzocht daarom kunstenaar Ruud-Jan Kokke een nieuw hekwerk te ontwerpen. Hij kwam met een soort poort dat tekenen vertoont van zowel abstracte als figuratieve elementen. Dat leidde tot minstens één misverstand; bij opening dacht de voorzitter van de stichting, dat hij vogels op het hek zag zitten, Kokke hielp hem verder door te vertellen dat het bladeren van een kiwiplant (Actinidia kolomikta) zijn, (donker met gouden puntjes). Andere vormen verwijzen naar de cactusverzameling binnen de hortus, naar eigen zeggen de grootste verzameling binnen Nederland.s, waaronder de Euphorbia cooperi. Het hekwerk werd in 2016 geplaatst. Bij sluiting van het hek wordt op het raakvlak van beide deuren de tekst Botanische Tuin leesbaar.
Kokke heeft ook de Voetbalkooi Geschutswerf en het Hekwerk Olympiaplein op zijn naam staan, beide eveneens terreinafscheidingen.

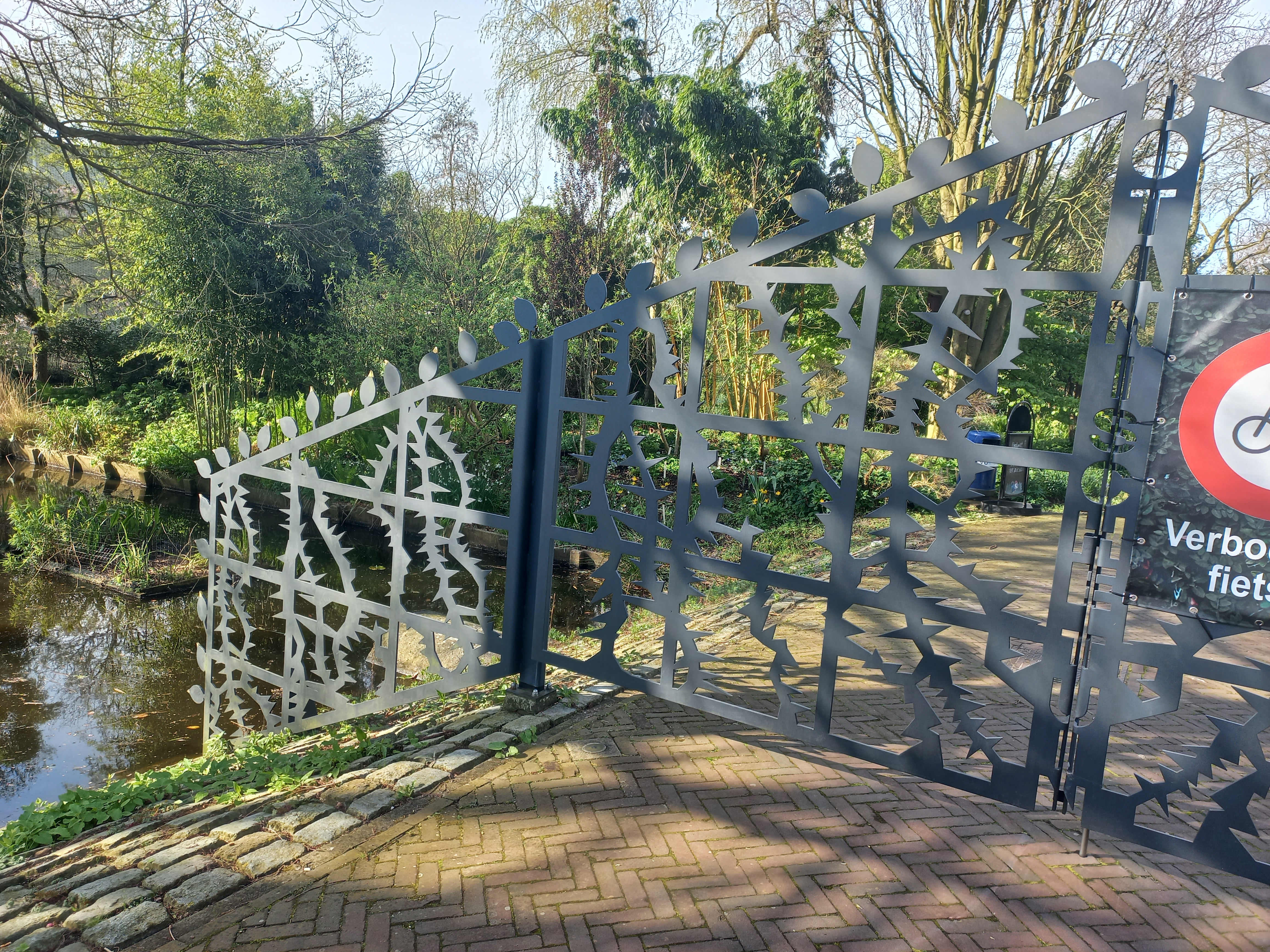
Detail voor kiwi en cactus (april 2024)